# Batalha de Kostiuchnówka
A Batalha de Kostiuchnówka foi uma batalha da Primeira Guerra Mundial que teve lugar entre 4–6 de Julho de 1916, perto da vila de Kostiuchnówka (Kostyukhnivka) e do rio Styr, na região de Volhynia, actual Ucrânia (então parte do Império Russo). A batalha colocou frente-a-frente o Exército Imperial Russo e as Legiões Polacas (do Exército Austro-Húngaro) durante a fase de abertura da Ofensiva Brusilov.
As forças polacas, entre 5500 e 7300 homens, fizeram frente a uma força russa de 26 000 soldados, mais de metade do 46.º Corpo russo. As tropas polacas foram forçadas a retirar, mas conseguiram atrasar os russos o tempo suficiente para que as outras unidades austro-húngaras na zona pudessem retirar de forma organizada. As baixas do lado das Legiões foram de cerca de 2000 entre mortos e feridos. A batalha é considerada como uma das maiores e mais duras daquelas que envolveram as Legiões Polacas na Primeira Guerra Mundial.